# Melanophryniscus dorsalis
Melanophryniscus dorsalis е вид земноводно от семейство Крастави жаби (Bufonidae). Видът е световно застрашен, със статут Уязвим.

## Разпространение
Разпространен е в Бразилия.